# Ayako (manga)
Ayako (jap. 奇子) – manga autorstwa Osamu Tezuki, publikowana na łamach magazynu „Big Comic” wydawnictwa Shōgakukan od stycznia 1972 do czerwca 1973. Polski przekład ukazał się nakładem wydawnictwa Waneko.
Fabuła opowiada o japońskiej rodzinie właścicieli ziemskich Tenge, która po II wojnie światowej musi radzić sobie z napięciami gospodarczymi i rodzinnymi w czasie odbudowy kraju.

## Fabuła
Jirou Tenge, jeden z najstarszych synów średnio zamożnej rodziny Tenge, został agentem pracującym dla Stanów Zjednoczonych, a jego tajne morderstwa odkrywa Ayako Tenge, jego najmłodsza siostra. Problem pogłębia odkrycie przez nią strasznych kazirodczych związków we własnej rodzinie: żona jej starszego brata (przybranego syna Sakuemona Tenge) jest w rzeczywistości jej matką, która musi często uprawiać seks z ojcem Ayako, patriarchą rodziny Sakuemonem. Aby ukryć te sekrety, rodzina – pod naciskiem Sakuemona i jego najstarszego syna Ichirou – postanawia zamknąć Ayako w piwnicy do końca jej życia.
Pomimo wysiłków matki i młodszego brata Shiro, przez prawie dwadzieścia lat żyje pod rodzinnym domem, podczas gdy nad nią zachodzą wielkie zmiany polityczne i społeczne. Ayako ostatecznie opuszcza piwnicę po tym, jak wyrosła na piękną i atrakcyjną kobietę i szuka uczuć u innych, jednocześnie będąc przerażoną światem zewnętrznym. Wywołuje to reakcję łańcuchową wydarzeń, która oznacza tragedię dla rodziny Tenge.

## Publikacja serii
Manga ukazywała się w magazynie „Big Comic” od 25 stycznia 1972 do 25 czerwca 1973. Wydawnictwo Shōgakukan zebrało jej rozdziały w 3 tankōbonach, wydawanych od 10 sierpnia do 13 października 1981.
W Polsce manga została wydana przez Waneko w jednym tomie zbiorczym.
| Nr | Język japoński       | Język japoński     | Język polski     | Język polski           |
| Nr | Data wydania         | ISBN               | Data wydania     | ISBN                   |
| -- | -------------------- | ------------------ | ---------------- | ---------------------- |
| 1  | 10 sierpnia 1981     | ISBN 4-06-108797-5 | 26 kwietnia 2019 | ISBN 978-83-8096-473-0 |
| 2  | 11 września 1981     | ISBN 4-06-108798-3 | 26 kwietnia 2019 | ISBN 978-83-8096-473-0 |
| 3  | 13 października 1981 | ISBN 4-06-108799-1 | 26 kwietnia 2019 | ISBN 978-83-8096-473-0 |